# 火辣奇多的誕生
《火辣奇多的誕生》(英語：Flamin' Hot)是由伊娃·朗歌莉亞首次執導的2023年美國傳記喜劇片。這部影片由琳達·伊維特·查韋茲與路易士·科利克合著劇本，改編自理查德·蒙塔涅斯的自傳《A Boy, a Burrito and a Cookie: From Janitor to Executive》。蒙塔涅茲自稱是 Flamin' Hot奇多的發明者。由傑西·加西亞、安妮·岡薩雷斯、鄧尼斯·海斯伯特和托尼·夏爾赫布主演。
電影於2023年3月11日在西南偏南電影全球首映。同年6月9日由Hulu和Disney+發佈，評論家的評價褒貶不一。

## 劇情
在1966年南加州，理查德·蒙塔涅斯在一個勤奮的家庭中長大，他的父親嚴格，而祖父支持他。在學校時，他認識了未來妻子茱迪，並開始賣墨西哥捲餅賺錢。年輕時，他因合法賺錢卻被錯誤逮捕。成年後，理查德和茱迪結婚，在困難的環境中奮鬥。
理查德在Frito-Lay找到穩定工作，展現了對工作細節的敏銳觀察力。在里根政府的政策影響下，公司面臨困難。受到CEO鼓舞，理查德決定創新。他將玉米棒（elotes）的經歷轉化為靈感，想到向拉丁美洲市場推廣Frito-Lay產品的想法。
理查德與家人一起開發了辣味奇多的配方。他的想法最初被拒絕，但他決定直接聯繫CEO羅傑·恩里科。恩里科對理查德的創意產生興趣，並將其實現。新口味一開始銷售緩慢，理查德和團隊在街頭推廣後取得成功。
最終，理查德被晉升為多元文化市場營銷總監，這是對他創新精神和不懈努力的肯定。他的成功象徵著對所有勤奮、創新、追求夢想之人的鼓舞。

## 角色
- 傑西·加西亞飾演理查德·蒙塔涅斯
- 安妮·岡薩雷斯飾演裘蒂·蒙塔涅斯
- 埃米利奧·裡維拉飾演瓦喬·蒙塔涅斯
- 瓦妮莎·馬丁內斯飾演康查·蒙塔涅斯
- 亨特·約翰斯飾演幸運的蒙塔涅斯
- 鄧尼斯·海斯伯特飾演克拉倫斯·C·貝克
- 托尼·沙爾胡布飾演羅傑·恩裡科
- 佩佩·塞爾納扮演祖父
- Bobby Soto 飾演 托尼·羅梅羅
- 吉米·岡薩雷斯 飾演赫克托·莫拉萊斯
- 馬特·沃爾什飾演隆尼·梅森
- 布裡斯·岡薩雷斯 作為史蒂文·蒙塔涅斯

## 製作
在2019年8月，有報導稱伊娃·朗歌莉亞將執導一部名為《Flamin' Hot》的電影，這部電影講述了理查德·蒙塔涅斯自稱發明Flamin' Hot奇多的故事。這部電影是由德沃恩·富蘭克林（DeVon Franklin）通過其富蘭克林娛樂公司（Franklin Entertainment）製作，薩繆爾·羅德里格斯（Samuel Rodriguez）擔任執行製片人，探照灯影业也參與了這部電影的製作過程。
在這項宣布之前，2019年4月，富蘭克林娛樂被Frito-Lay通知，經過前一年的內部調查，蒙塔涅茲關於發明Flamin' Hot奇多的說法存在爭議。儘管如此，製片人仍然選擇繼續按照原定計劃製作電影。然而，在2021年5月，洛杉磯時報發表了一篇質疑蒙塔涅茲說法的文章，這導致劇本在開拍前進行了重寫。
到了2021年5月，傑西·加西亞（Jesse Garcia）和安妮·岡薩雷斯（Annie Gonzalez）加入了這部電影的演員陣容。電影於2021年8月完成製作，並在當時公布了演員名單。

## 歷史準確性
雖然這部電影宣稱是真實故事，但在洛杉磯時報發布一篇詳細調查蒙塔涅斯聲稱的文章之後，他的故事的真實性就引起了質疑，隨後全国公共广播电台也進行了相關證實。

### Flamin' Hot Cheetos的創造
根據電影的描述，蒙塔涅斯聲稱他受到Roger Enrico "像CEO一樣思考" 的鼓勵，並與他的妻子Judy一起作為DIY項目發明了Flamin' Hot調味料。當機器故障導致薯條未加調味時，他將未調味的Cheetos帶回家進行實驗。蒙塔涅斯先前聲稱，公司目錄中列有Enrico的電話號碼。他打電話給Enrico，提出了一個針對拉丁裔消費者的產品點子，並安排了一場銷售演示會，其中他分發了用熨斗封口、手繪標誌的自製包裝。這場演示會和洛杉磯的市場測試於1991年發生，之後於1992年全國上市。然而，洛杉磯時報和全国公共广播电台的報導與這一敘述相矛盾。Frito-Lay告訴洛杉磯時報："我們重視Richard對我們公司的許多貢獻，尤其是他對西班牙裔消費者的洞察，但我們並不認為Flamin' Hot Cheetos或任何Flamin' Hot產品的創造歸功於他。" 全国公共广播电台得到的回應是："我們並不將產品創造歸功於他個人。" 味可美開發了Flamin' Hot調味料，並於1989年12月15日將初始樣品送到Frito-Lay。Frito-Lay於1990年6月為Flamin' Hot申請了商標，並於1990年8月開始在芝加哥、底特律和休斯頓測試辣味Lay's、Cheetos、Fritos和Bakenets，Roger Enrico於1991年初加入Frito-Lay。Lynne Greenfeld被認為是主導開發Flamin' Hot Cheetos團隊的人，其中還包括Fred Lindsay的貢獻。根據前Frito-Lay高管Al Carey和Enrico的前助理Patti Reuff的說法，蒙塔涅斯提出了一個類似的產品，但這不可能早於1992年。Carey表示，這款產品在加州獲得批准並銷售，使用的是來自中西部的調味料。事實上，蒙塔涅斯確實從一名基層員工晉升為市場營銷高管，並參與了包括1993年的Flamin' Hot爆米花以及兩種Fritos——Flamin' Hot和Lime and Chile玉米片的新產品推廣。曾作為Frito-Lay拉丁裔顧問的Roberto Siewczynski澄清，蒙塔涅斯所描述的事件實際上發生在1994年Sabrositas市場測試期間。

### 其他細節與回應
蒙塔涅斯表示，在Flamin' Hot Cheetos開發期間，他是一名清潔工，而電影中也是這樣描繪的，但實際上他從1977年起就已經是一名機械操作員。電影展示了在罗纳德·里根總統任內經濟衰退導致的裁員，並激發了Enrico的訊息。但實際上，美國在1980年代初經歷了一場經濟衰退，這場衰退在1980年總統選舉之前就已經開始，隨後經濟持續增長，失業率持續下降，一直到1990年7月。Roger Enrico於1991年初加入Frito-Lay，這是在里根卸任後兩年。Frito-Lay在那年稍晚時裁減了1800個工作崗位。
電影中由Dennis Haysbert飾演的Clarence Baker角色，是根據蒙塔涅斯在工廠的一位同事創建的。這位同事在電影製作前幾年就已經過世，因此在電影中使用了不同的名字來命名這個角色。
面對爭議，蒙塔涅斯最初表示，他在產品試銷階段之前就被排除在開發團隊之外，由於當時他職位較低，他的貢獻並未被正式記錄。他說：「我認為這部電影會激勵人們做出正確的選擇。不要像蒙塔涅斯那樣，一定要把一切都記錄下來。」在電影上映的那週，《綜藝》雜誌刊登了一篇文章，蒙塔涅斯在文中聲稱自己擁有證明公司對他及其創意信任的信件、筆記和演示文稿，但他並未公開這些文件。共同編劇Lewis Colick表示：「我認為故事的大部分內容是真實的，」並補充說：「我寫過很多基於真實故事的劇本，比如《十月的天空》。但不是每個細節都完全準確。我始終堅持故事的本質。」導演伊娃·朗歌莉亞對於電影準確性的批評作出回應，她說：「我們一直在講述蒙塔涅斯的故事，我們在講他的真相。我們拍攝的不是一部關於Flamin' Hot Cheeto歷史的電影，而是蒙塔涅斯的故事。」她還承認，電影中蒙塔涅斯的同事為他的晉升鼓掌和歡呼的場景「其實並未發生。」在白宮放映這部電影時，一位不具名的官員表示，這部影片不是紀錄片，而是為了展示美國人的多元文化主義而放映的。

## 發行
《Flamin' Hot》於 2023 年 3月11 日在西南偏南電影節首次亮相。6月9日，該片在Hulu及Disney+同步上映。6月15 日，該片在白宮南草坪進行了特別放映。美國總統乔·拜登與導演伊娃·朗歌莉亞，一位知名民主黨支持者，在該活動中發表了講話，並強調這是白宮首次放映一部以西班牙裔角色為主的電影。

## 迴響

### 收視率
根據 Whip Media 旗下的 TV Time 統計，於 2023 年 6 月 11 日那週，《Flamin' Hot》在美國所有平台上成為第七最多人觀看的電影，而在 6 月 16 日那週則排名第九。同時，根據串流聚合平台 Reelgood 的數據，該片在 2023 年 6 月 8 日那週在美國所有平台上為第十最多人觀看的節目，在 6 月 15 日那週則提升至第九名。

### 影評回應
根据評論匯總网站爛番茄汇总的127篇评论文章，69%的评论家给予该作正面评价，平均打分为6.1分（满分10分）。该网站总结的评论家共识是“《Flamin' Hot》或許有些過於輕飄，但這個有趣且令人愉悅的故事仍是一部不錯的電影小點心。”，在Metacritic上，31位影評人共給予了58分的分數（滿分100分），這部電影獲得了「評價褒貶不一或一般」。
洛杉磯時報的卡洛斯·阿吉拉（Carlos Aguilar）評論《Flamin' Hot》：「這部電影出乎意料地成為了一部令人愉快的觀眾喜愛的作品。它之所以大致成功，是因為加西亞、岡薩雷斯和朗格利亞在對處理催人淚下卻又不做作的方式上達成了共識，這種方式凸顯了從艱苦奮鬥中提煉希望的特殊堅韌。」 有线电视新闻网的布賴恩·洛瑞（Brian Lowry）則表示伊娃·朗格利亞在「將這個弱者逆襲故事發揮到極致上做得相當出色」，並寫道：「這部電影以輕鬆的方式呈現，是一種溫和可口的影視小吃，但並不會讓人印象深刻。」
《帝國雜誌》的約翰·紐金特給《Flamin' Hot》打了三顆星（滿分五星），他讚揚了傑西·加西亞和安妮·岡薩雷斯的表現，並對伊娃·朗格利亞的導演手法表示讚賞。《獨立報》的克拉里斯·勞格雷也給這部影片三星的評分，她肯定了傑西·加西亞和安妮·岡薩雷斯之間的默契，並認為這部影片在伊娃·朗歌莉亞的帶領下，能夠讓觀眾保持緊張與期待。

### 獎項
| 獎項               | 日期           | 類別                  | 入圍者                                | 結果 | Ref.                 |
| ------------------ | -------------- | --------------------- | ------------------------------------- | ---- | -------------------- |
| 棕榈泉国际电影节   | 2023年1月16日  | 值得關注的導演        | 伊娃·朗歌莉亞                         | 獲獎 | [ 45 ] [ 46 ] [ 47 ] |
| 西南偏南           | 2023年3月19日  | 觀眾票選獎 — 焦點節目 | Flamin' Hot                           | 獲獎 | [ 48 ] [ 49 ]        |
| 好萊塢傳媒音樂大獎 | 2023年11月15日 | 電影原創歌曲          | "The Fire Inside" – Diane Warren      | 提名 | [ 50 ] [ 51 ]        |
| Imagen Awards      | 2023年12月3日  | 最佳劇情片            | Flamin' Hot                           | 待定 | [ 52 ]               |
| Imagen Awards      | 2023年12月3日  | 最佳導演              | 伊娃·朗歌莉亞                         | 待定 | [ 52 ]               |
| Imagen Awards      | 2023年12月3日  | 最佳男演員            | Jesse Garcia                          | 待定 | [ 52 ]               |
| Imagen Awards      | 2023年12月3日  | 最佳女演員            | Annie Gonzalez                        | 待定 | [ 52 ]               |
| 評論家選擇協會     | 2023年12月4日  | 新銳導演獎（電影）    | 伊娃·朗歌莉亞                         | 獲獎 | [ 53 ]               |
| 奧斯卡金像獎       | 2024年3月10日  | 最佳原创歌曲          | 词曲：黛安·華倫 – 〈The Fire Inside〉 | 提名 |                      |

## 外部連結
- 《火辣奇多的誕生》在Hulu的頁面
- 互联网电影数据库（IMDb）上《火辣奇多的誕生》的资料（英文）